# Legislatura Estatal de Hawái
La Legislatura Estatal de Hawái (en inglés: Hawaii State Legislature, en hawaiano: Ka ‘Aha‘ōlelo kau kānāwai o ka Moku‘āina o Hawai‘i) es la legislatura estatal (órgano encargado del Poder legislativo) del estado de Hawái, en Estados Unidos. La legislatura estatal es un organismo bicameral que consta de una cámara baja, la Cámara de Representantes del Estado de Hawái, con 51 representantes, y una cámara alta, el Senado del Estado de Hawái de 25 miembros. Hay un total de 76 legisladores en la legislatura, cada uno de los cuales representa distritos de un solo miembro en las islas. Los poderes de la legislatura se otorgan en virtud del artículo III de la Constitución de Hawái . La legislatura se reúne en el edificio del Capitolio del Estado de Hawaii en la capital del estado de Honolulu, en la isla de Oahu .

## Historia
La legislatura actual es descendiente de las dos cámaras del parlamento del Reino de Hawái, la Legislatura del Reino de Hawái, creada en la Constitución del Reino de 1840 y continuada en la Constitución de 1852 posterior como Legislatura de las Islas Hawaianas, que consta la Cámara de Representantes del Reino de Hawái y la Cámara de Nobles. Tras el derrocamiento y caída del Reino en 1894, esta Legislatura se convirtió en el cuerpo legislativo de la República de Hawái, establecida brevemente, y poco después bajo el recién organizado Territorio de Hawái tras la anexión de los Estados Unidos en 1898. La Legislatura del Estado de Hawái actual se creó tras la aprobación de la Ley de Admisión de Hawái por el Congreso de los Estados Unidos en 1959, cuando el Territorio de Hawái fue admitido en la Unión como el 50.º estado.

## Miembros y términos
Los 51 miembros de la Cámara son elegidos por mandatos de dos años sin límites de mandatos. Los 25 miembros del Senado son elegidos por mandatos de cuatro años, también sin límite de mandatos. Como muchas otras legislaturas estatales en los Estados Unidos, la Legislatura del estado de Hawái es un organismo de medio tiempo y los legisladores a menudo tienen carreras activas fuera del gobierno.

### Oficiales
Los miembros de ambas cámaras votan para seleccionar a los presidentes dentro de sus filas, el presidente de la Cámara y el presidente del Senado . Estos cargos son habitualmente ocupados por miembros del partido mayoritario en cada cámara. El vicegobernador de Hawái, que también se desempeña como el equivalente de Hawái a un secretario de estado, está completamente eliminado del proceso legislativo.

## Sesiones
Cada sesión de la legislatura estatal tiene una duración de dos años, comenzando en cada año impar. El Artículo III, Sección 10 de la Constitución de Hawái establece que la legislatura debe reunirse anualmente en sesión regular a las 10:00 de la mañana del tercer miércoles de enero. Las sesiones regulares están limitadas a un período de 60 días hábiles, que excluyen sábados, domingos, feriados y días de recreo designados.
El efecto práctico de tener una sesión de dos años es que cualquier proyecto de ley presentado en el primer año (número impar) que no se apruebe puede ser considerado en el segundo año en el punto del proceso en el que se detuvo su progreso. Sin embargo, al final del bienio, todos los proyectos de ley que no fueron aprobados por la legislatura mueren y para ser considerados deben reintroducirse en la siguiente sesión.

## Calificaciones para el cargo
El Artículo III, Sección 7 de la Constitución de Hawái establece que los miembros del Senado de Hawái deben haber sido residentes de Hawái durante más de tres años, haber alcanzado la mayoría de edad y deben, antes de presentar los documentos de nominación y después continuar siendo, un votante calificado del distrito del Senado en el que la persona busca ser elegida. Una excepción a esta regla es que en el año de la primera elección general después de los cambios de distrito, pero antes de la elección primaria, un senador titular puede mudarse a un nuevo distrito sin ser descalificado para completar el resto del mandato del senador titular. Los miembros de la Cámara de Representantes de Hawái también deben haber sido residentes de Hawái durante más de tres años, haber alcanzado la mayoría de edad y vivir en sus respectivos distritos de la cámara.

## Poderes de veto
Para anular los vetos del gobernador de Hawái, ambas cámaras de la legislatura deben votar por una mayoría de dos tercios para anular al gobernador. Los proyectos de ley presentados al gobernador más de diez días antes del final de la sesión de ese año deben convertirse en ley o vetarlos dentro de los diez días. Los proyectos de ley presentados dentro de los últimos diez días de la sesión tienen 45 días calendario para ser firmados o vetados, siempre que el gobernador notifique qué proyectos de ley pueden ser vetados antes del día 35. La Legislatura tiene la opción de convocar una sesión especial en el cuadragésimo quinto día para votar y anular cualquiera de los proyectos de ley vetados. Todos los proyectos de ley que no son vetados o firmados se convierten en ley automáticamente sin la firma del gobernador. (Este sistema contrasta con el poder de veto de bolsillo que tiene el presidente a nivel federal. )
El gobernador también tiene un amplio poder de veto de partidas individuales: los proyectos de ley que asignan dinero pueden tener sus asignaciones reducidas o eliminadas por completo por el gobernador antes de firmar el proyecto de ley (excepto cuando asignen dinero a los poderes judicial o legislativo). La legislatura estatal no tiene el poder de anular tal veto.

## Sede
La Legislatura del Estado de Hawái se trasladó al Capitolio del Estado de Hawái en el Distrito Capital, cerca del centro de Honolulu, el 15 de marzo de 1969. La legislatura se trasladó temporalmente a las instalaciones adyacentes del Distrito Capital cuando el Capitolio estuvo cerrado durante cuatro años en la década de 1990 para eliminar el asbesto. La legislatura regresó al Capitolio para la sesión de 1996. Antes de la decisión del gobernador John A. Burns de construir el nuevo edificio del Capitolio, la Legislatura del Estado de Hawái se reunió en ʻ Iolani Palace .